# Championnats de France de triathlon longue distance 2015
Navigation
Édition précédente Édition suivante
Cet article présente les résultats des championnats de France de triathlon longue distance 2015, qui ont eu lieu à Gravelines le dimanche 5 juillet 2015.

## Résultats[1]

### Homme
|          | Triathlète          | Temps           |
| -------- | ------------------- | --------------- |
| Or       | Frédéric Belaubre   | 4 h 03 min 43 s |
| Argent   | Arnaud Guilloux     | 4 h 09 min 54 s |
| 3        | Karl Shaw           | 4 h 12 min 11 s |
| 4 Bronze | Manuel Roux         | 4 h 13 min 54 s |
| 5        | Robin Mousset       | 4 h 14 min 23 s |
| 6        | Antoine Perche      | 4 h 16 min 57 s |
| 7        | Guillaume Tisserand | 4 h 17 min 00 s |
| 8        | Valentin Rouvier    | 4 h 17 min 49 s |

Le triathlète britannique Karl Shaw prend la troisième place de la compétition masculine, la troisième place du classement du championnat de France est attribuée à Manuel Roux.

### Femme
|        | Triathlète                | Temps           |
| ------ | ------------------------- | --------------- |
| Or     | Charlotte Morel           | 4 h 33 min 11 s |
| Argent | Sabrina Godard-Monmarteau | 4 h 40 min 44 s |
| Bronze | Julie Le Colleter         | 4 h 42 min 21 s |
| 4      | Camille Donat             | 4 h 48 min 10 s |
| 5      | Manon Genêt               | 4 h 50 min 11 s |